# Per Krafft den äldre
Per Krafft d.ä., född 16 januari 1724 i Arboga, död 7 november 1793 i Stockholm, var en svensk porträttmålare.

## Biografi
Per Krafft studerade vid Uppsala universitet, då han 1736 började intressera sig för konsten, och från 1739 var han under flera år elev till porträttmålaren Johan Henrik Scheffel i Stockholm. Ett självporträtt från 1745 och ett porträtt av systern Anna Lisa (gift Askblom) visar tydliga influenser från Scheffel. År 1745 begav sig Krafft till Köpenhamn, där han kom under Carl Gustaf Pilos inflytande, vilket syns i porträtten av Anna Bohr och en fröken Leijonhufvud som herdinna, signerade 1748. År 1749 var Per Krafft i Skåne och målade landshövding Wilhelm Lindenstedts porträtt i barockstil. Krafft fick en mecenat i Danmarks dåvarande finansminister Otto Thott, åt vilken han kopierade flera hundra släktporträtt på olika danska slott, vilka samlades på Gavnø. År 1752 fick Krafft även måla greven och grevinnan Thotts samt deras dotters porträtt, senare förvarade på Gavnø och Frederiksborgs slott. Ett dubbelporträtt av de båda systrarna Colstrup visar ännu ett beroende av Pilo i form och kolorit.
År 1755 for Krafft till Paris, där han och Otto Thott under flera års tid utförde ett par hundra kopior av målningar av Hyacinthe Rigaud, Nicolas de Largillière med flera. Samtidigt studerade Krafft i Alexander Roslins ateljé och hjälpte denne, som nu började få ökade kundkrets. Krafft målade i Paris bland annat greve Nils Nilsson Bonde i studerkammaren samt några genreporträtt, till exempel av en skärsliparpojke i trekantig hatt (1757) och en ung flicka som spelar lira (1758). I sådana bilder följde han Jean-Baptiste Greuzes stil, som nu började bli på modet. 1762 skaffade Roslin Krafft en plats som professor vid markgreven av Bayreuths konstakademi. Här utförde Krafft ett briljant porträtt av hertiginnan av Württemberg samt ett porträtt av markgrevens vän, ambassadören greve Fr. Ellrodt.
Vid markgreve Fredriks död upplöstes akademin och konstnärerna skingrades. Krafft begav sig därefter till Italien, där han besökte Bologna och Florens. Efter ett nytt uppehåll i Bayreuth, där Krafft på nytt porträtterade hertiginnan av Württemberg, begav han sig till Dresden, där han porträtterade ministern baron von Fritsch. Av Polens kung, Stanisław II August Poniatowski, kallades han till Warszawa, där han 1767-68 som pictor regius utförde en mängd porträtt åt polska hovet.
År 1768 återvände Krafft till Stockholm efter 21 års utlandsvistelse. Pastellernas glanstid var nu ute, och oljemålningar på nytt på modet. Innan porträttbeställningarna ökats, åtog sig Krafft även andra uppdrag. År 1770 målade han en altartavla åt Muskö kapell. I konkurrensen med Lorens Pasch d.y. som målade hovet och adeln, fick Krafft mestadels måla åt borgerliga samt lärda och vittra kretsar. Han har bland annat utfört porträtt av Carl Christoffer Gjörwell d.ä., Niclas Sahlgren, Emanuel Swedenborg, Sven Lagerbring, Carl Michael Bellman, Carl von Linné, Jonas Alströmer samt bondeståndets talman Anders Mattsson. Åt Uppsala universitet utförde Krafft ett par kanslersporträtt, bland annat Adolf Fredrik och Gustaf III som kronprins. Senare erhöll han fler beställningar av Gustaf III och hans drottning och erhöll 1773 titeln professor samt invaldes i Konstakademien. Hans receptionsstycke var ett självporträtt, målat cirka 1775.
Per Krafft målade även Gustaf IV Adolf som barn och som 15 års yngling samt porträtt av Gustaf Philip Creutz och Elis Schröderheim och hans hustru. På flera skånska slott finns porträtt av Krafft. Bland hans främsta arbeten från de senare åren märks ett helfigursporträtt av den polske gesanten Georg Potocki, samt ett flertal porträtt åt familjen, av sin hustru och sina barn. Sina barn har Krafft målat flera gånger, ibland båda tillsammans. Kraffts senare stil, en borgerlig efterbildning av Roslins, förenar en säker mjuk teckning och en mild, utsökt vacker kolorit utan skuggor, med en av Greuze influerad, pastös penselföring. Krafft finns representerad vid bland annat Göteborgs konstmuseum, Uppsala universitetsbibliotek, Norrköpings konstmuseum och Nationalmuseum i Stockholm.
Han var far till Per Krafft den yngre och  Wilhelmina Krafft.

## Verk i urval

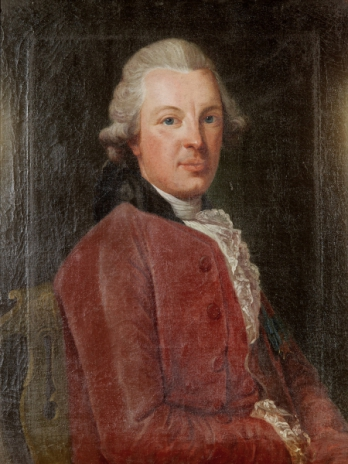
Porträtt av Christoffer von Kocken (ca. 1765)
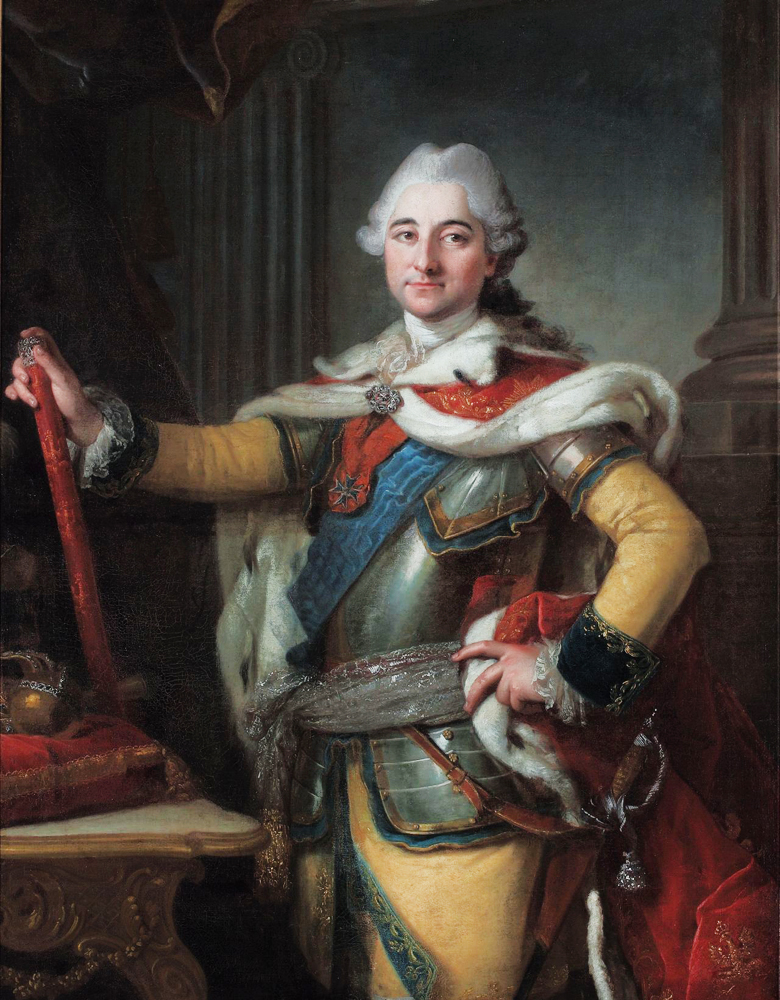
Porträtt av kung Stanisław II August Poniatowski (1768)
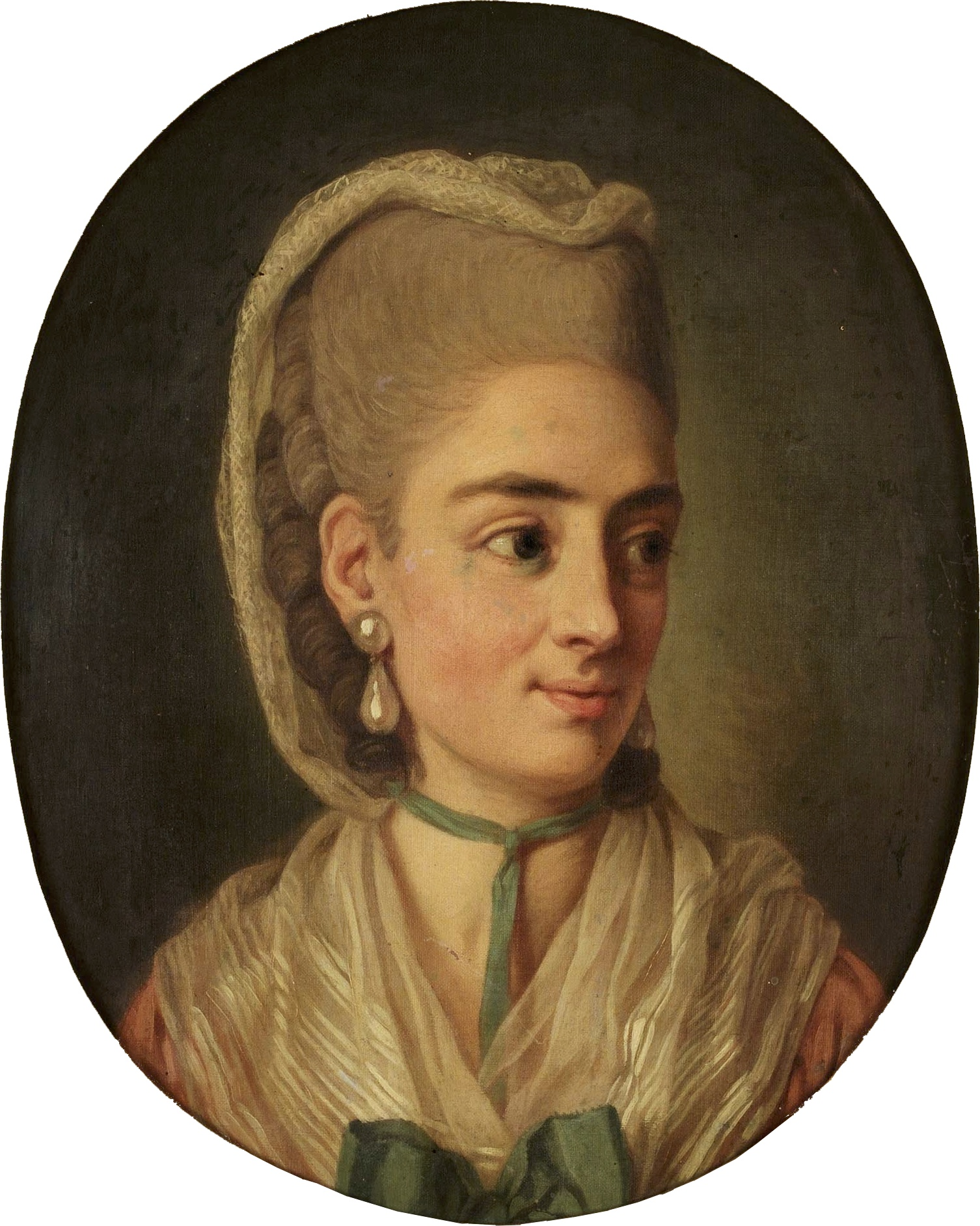
Porträtt av okänd dam (ca. 1770)
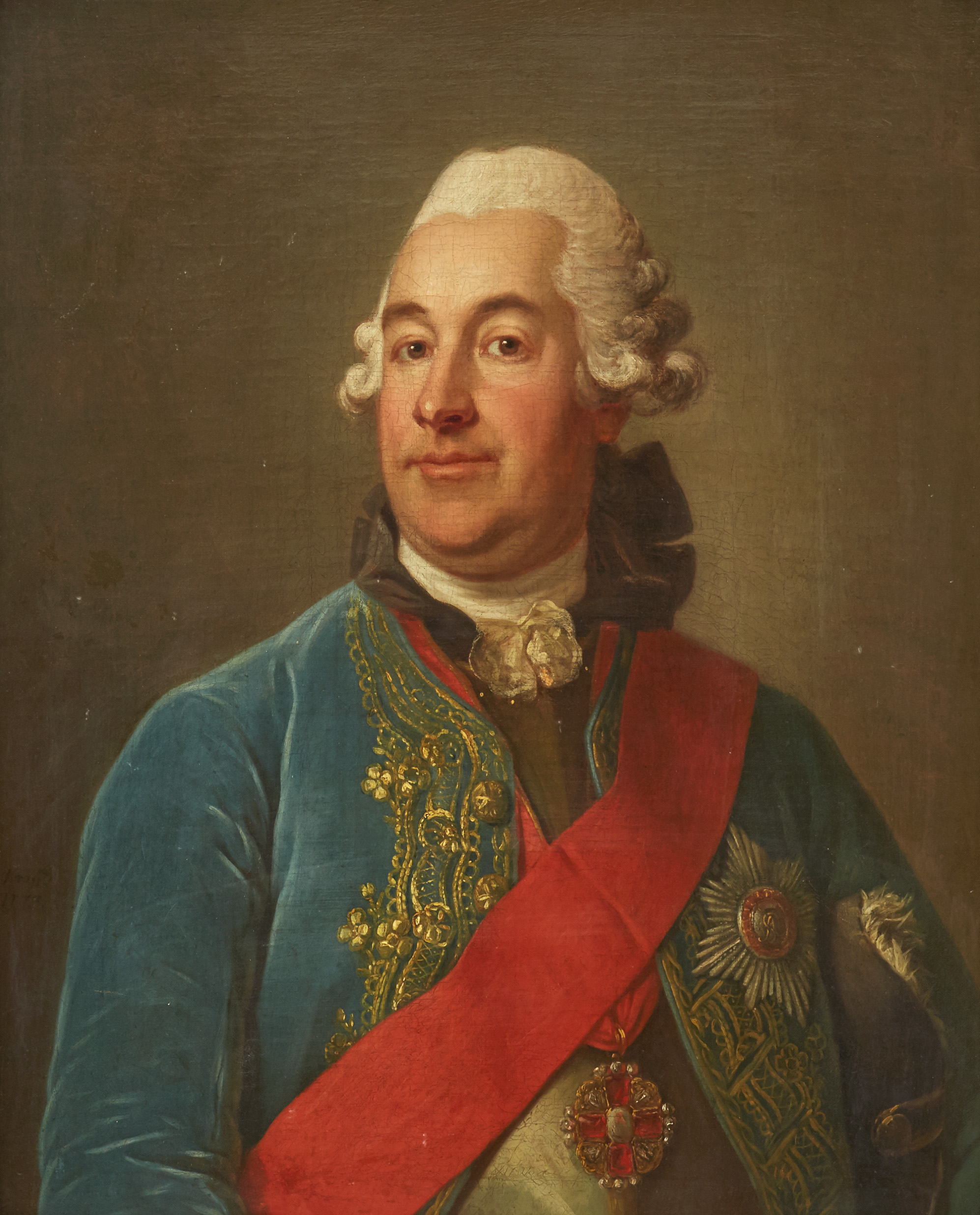
Porträtt av den ryske ambassadören Ivan Osterman (1773)
Porträtt av Olof Kexél (1774)
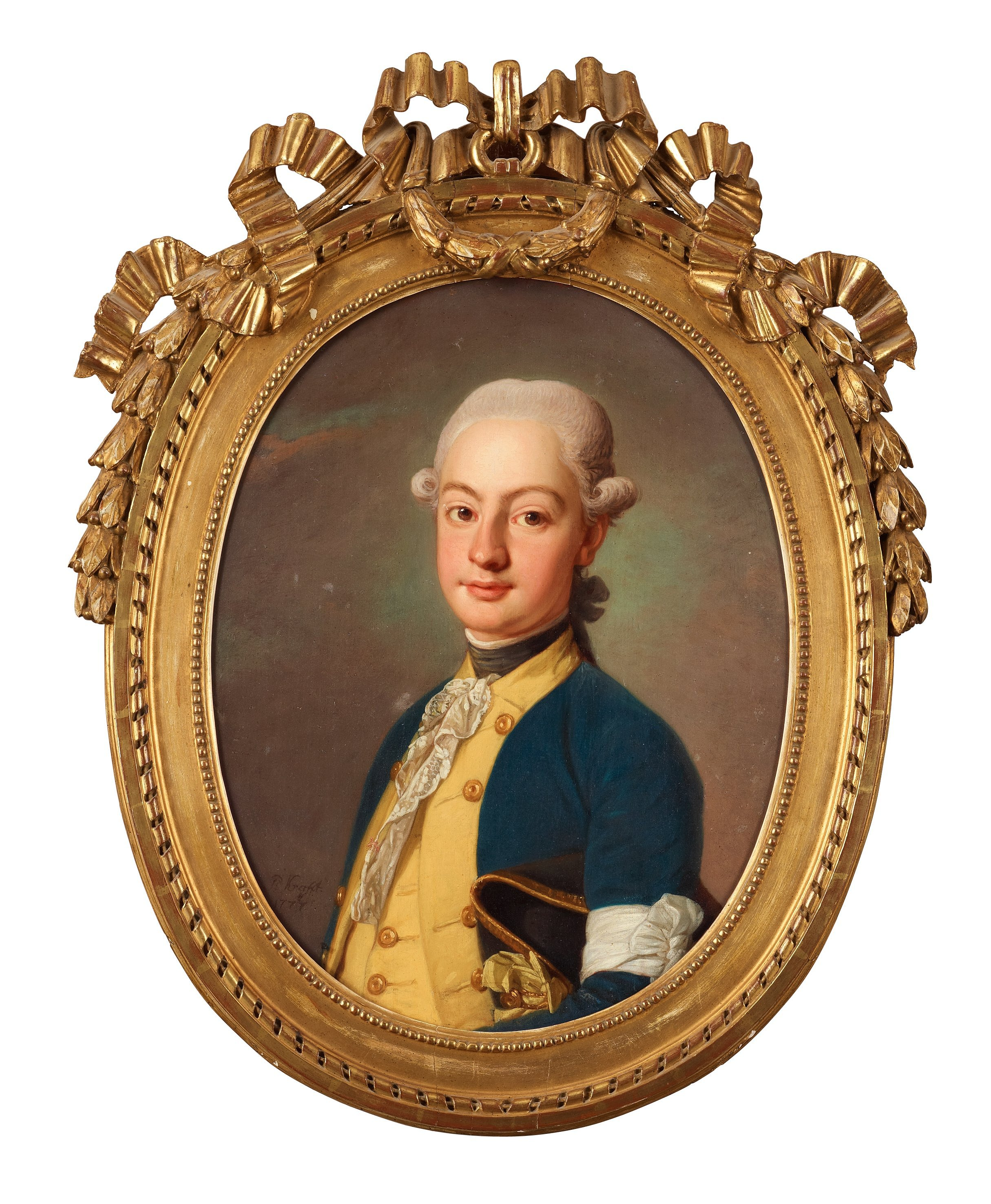
Porträtt av Gustaf Anton Gyldenstolpe (1777)
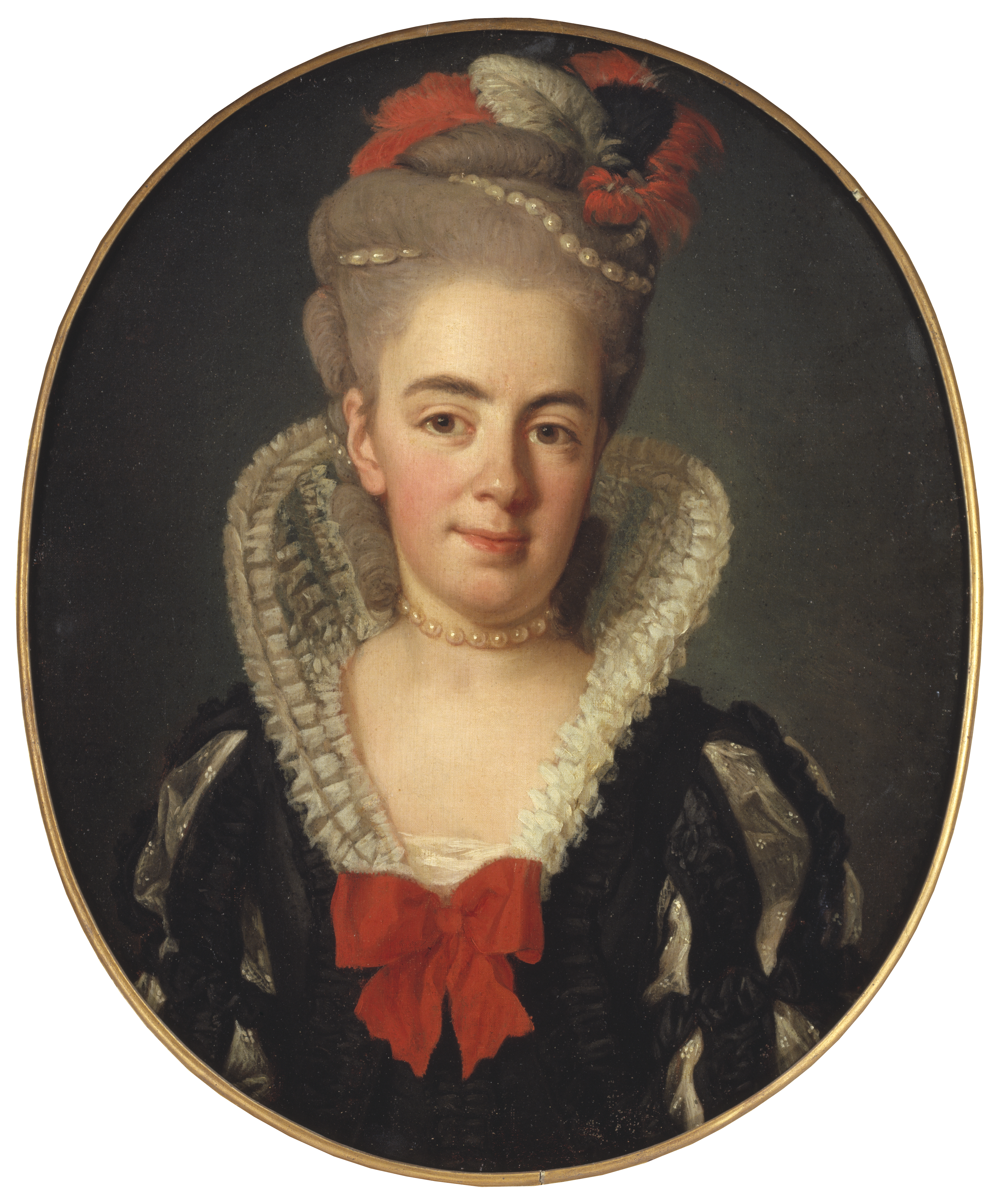
Porträtt av Anna Charlotta Schröderheim (1778)
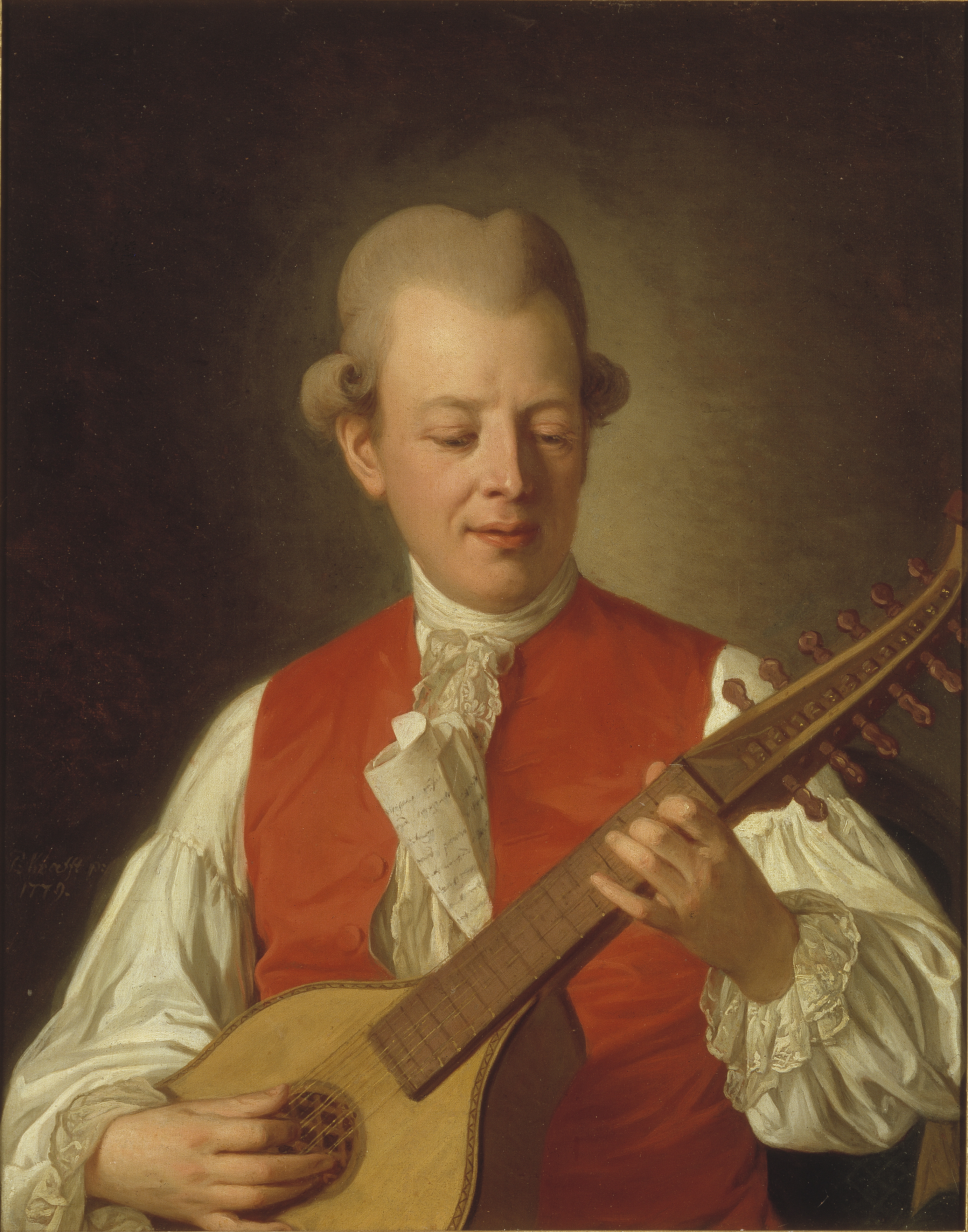
Porträtt av Carl Michael Bellman (1779)
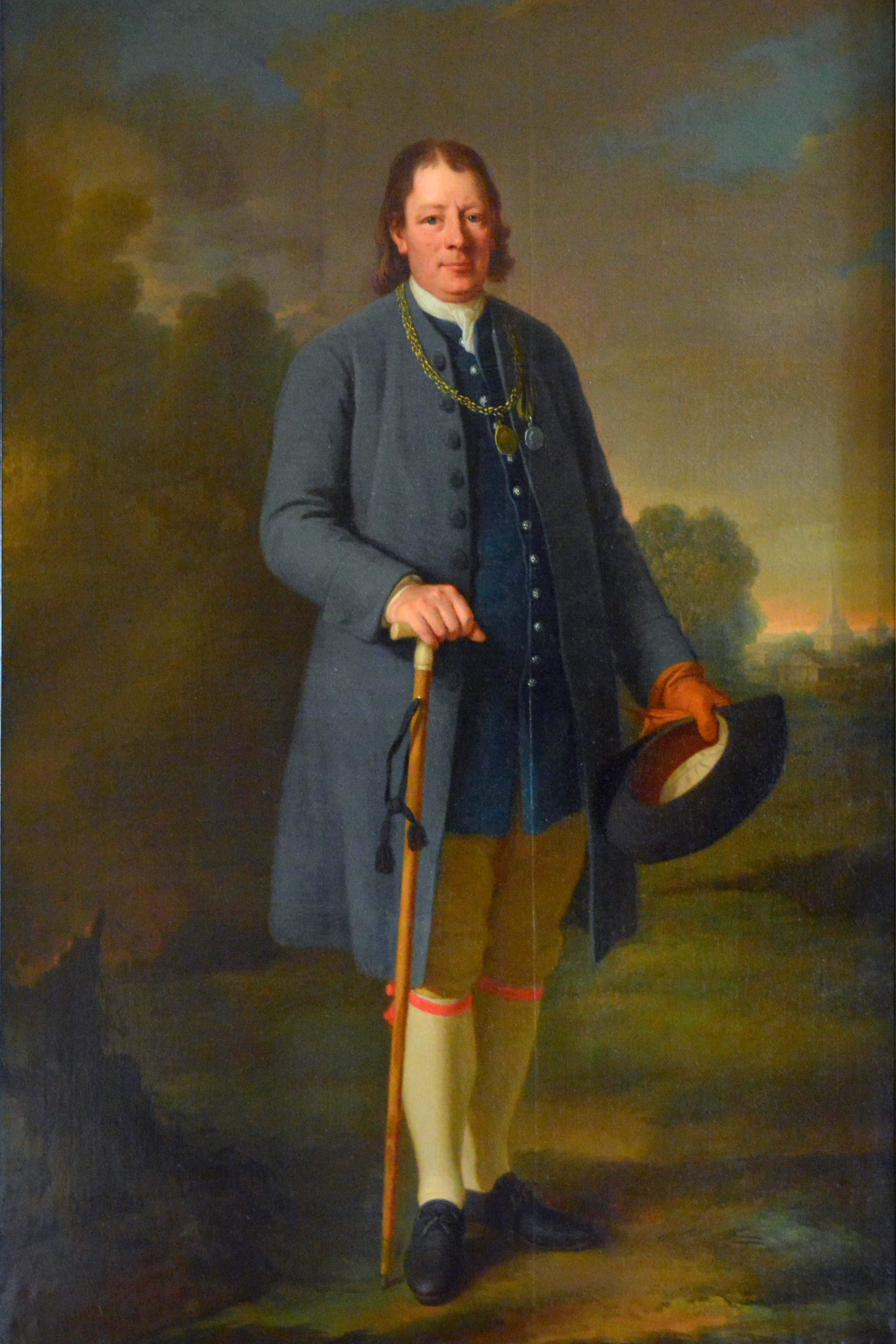
Porträtt av Bondeståndets talman Anders Mattsson (1779)
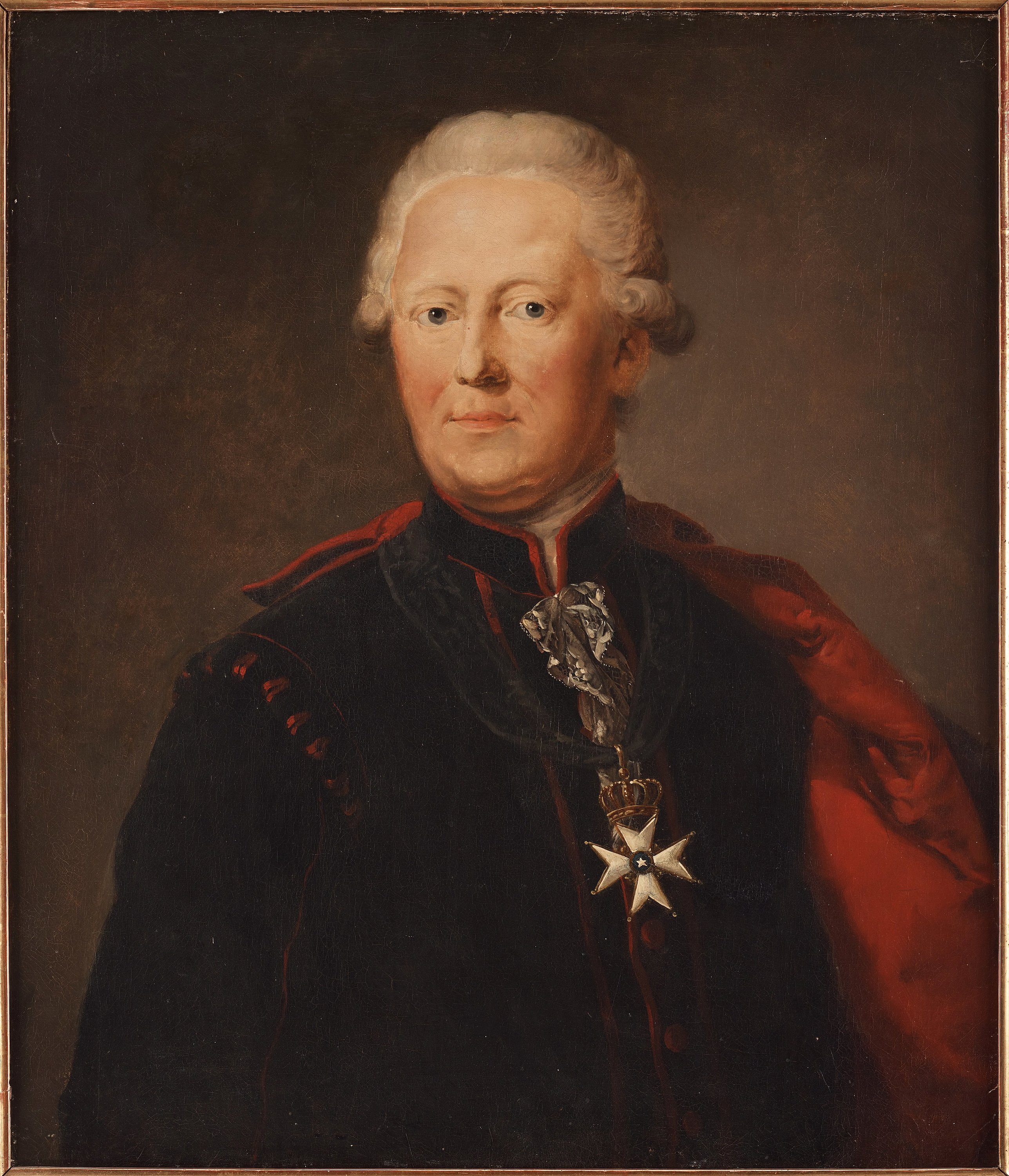
Porträtt av Fredrik Adolf Löwenhielm (1785)
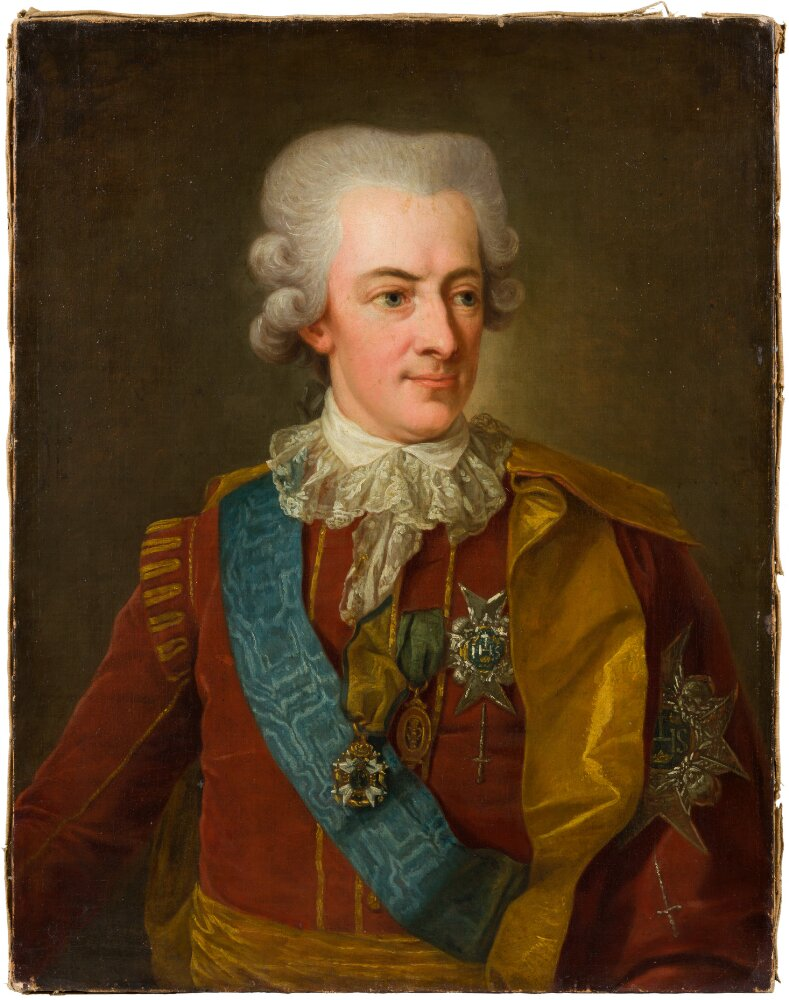
Porträtt av kung Gustaf III (1791)
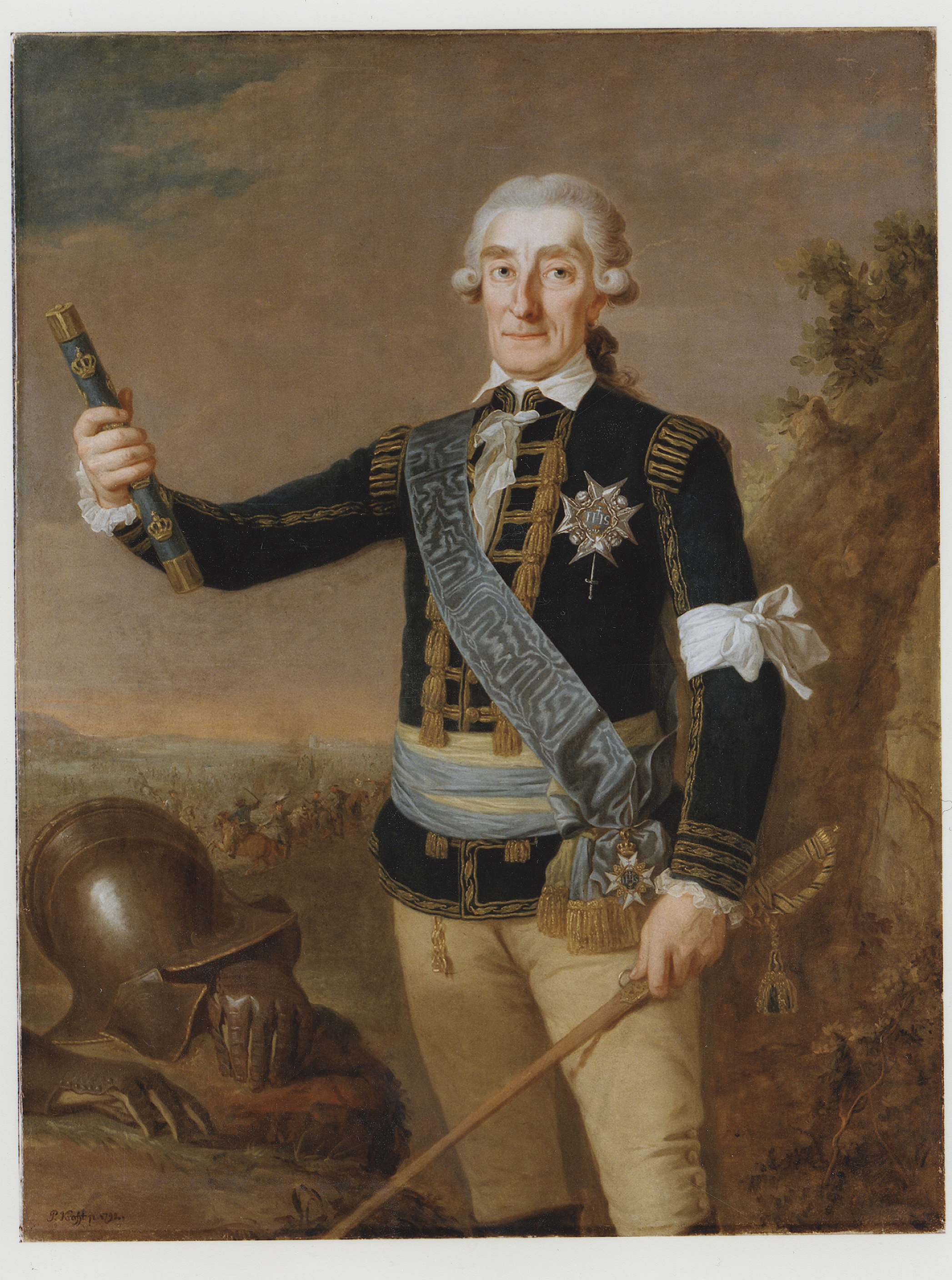
Porträtt av generalen Johan August Meijerfeldt den yngre (1792)